# 蔀関月
蔀 関月（しとみ かんげつ、延享4年〈1747年〉 - 寛政9年10月21日〈1797年12月8日〉）とは、江戸時代中後期の大坂で活動した浮世絵師。

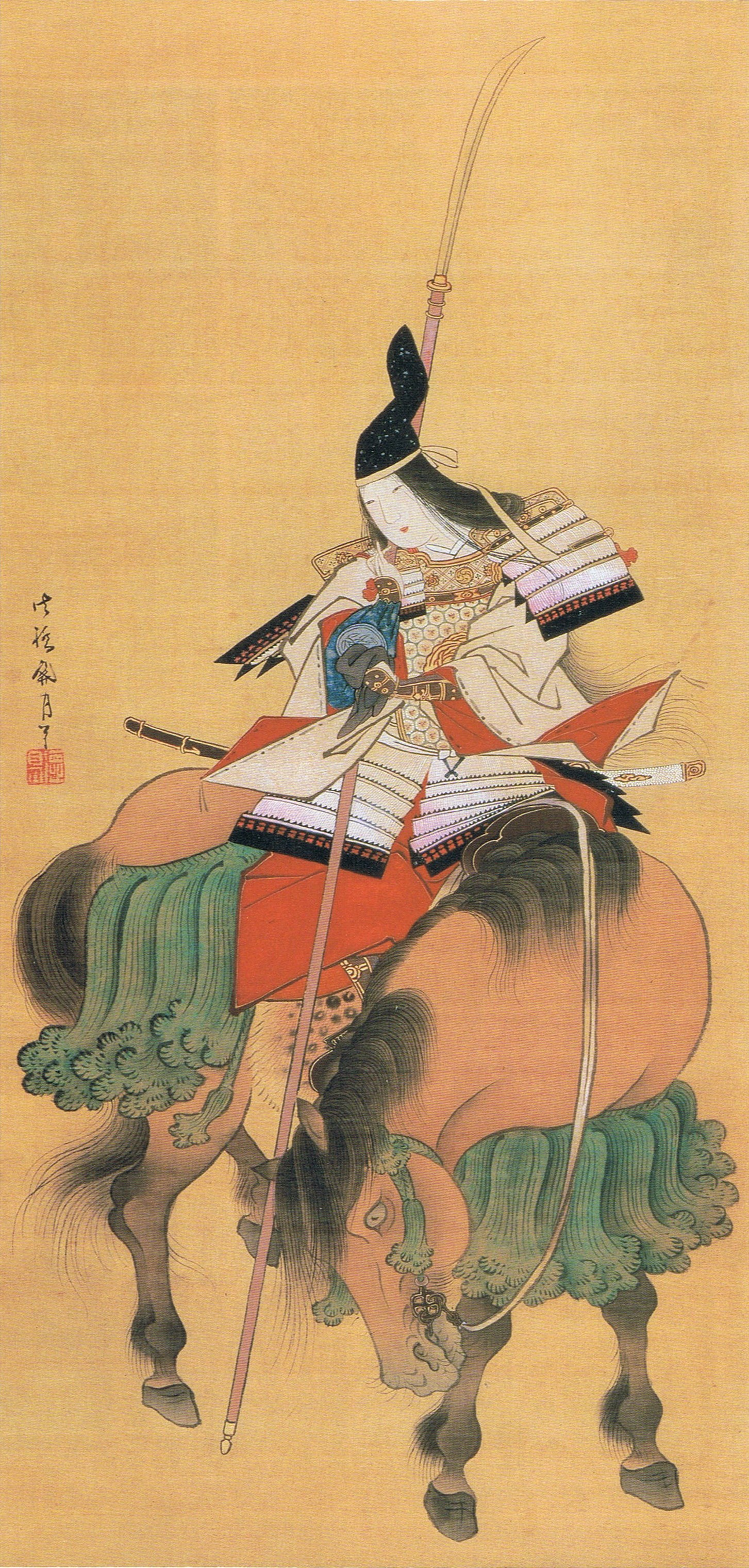
「巴御前出陣図」 東京国立博物館蔵

## 来歴
月岡雪鼎の門人。蔀関牛の父。姓は柳原、名は徳基。俗称は源二郎または源次郎、のちに略して原（阮）二（げんじ）と称した。字は子温。関月、荑楊斎、菁莪堂と号す。大坂で版元の千草屋を営みながら絵本を描いた。月岡雪鼎に絵を学び、主に明和（1764年-1772年）から安永（1772年-1781年）にかけて大坂で活躍し、一家を成した。安永以降は和漢の画法を研鑽し雪舟に私淑、安永中期には絵師専業になり、姓を蔀に改め関月と号した。
天明2年（1782年）10月には、仁和寺より法橋位を与えられている。更に、関月は天明8年（1786年）に朝廷から法橋位を取り直している。これは天明の大火後の御所再建に伴う障壁画制作への参加を有利にするためだと推測されるが、僧位を取り直すという行為は仁和寺との関係を拗らせ、関月は結局御所の障壁画制作には加われなかった。交友関係では、懐徳堂関係者が特筆される。天明3年（1783年）から寛政4年（1792年）まで懐徳堂が火事に遭うまで、堂内の三宅春楼旧宅に借家住まいしてここで学び、詩文書道にも堪能であった。そのため、しばしば関月の絵には中井竹山や中井履軒の賛を伴い、特に竹山の賛が多い。懐徳堂との関係は関月が亡くなるまで続いた。また、木村蒹葭堂や福原五岳とも交流している。
明和5年（1768年）刊行の『絵本武者録』、明和8年（1771年）刊行の『絵本倭詩経』、寛政9年（1797年）刊行の『伊勢参宮名所図会』及び、関月没後の寛政11年（1799年）刊行の『日本山海名産図会』などの挿絵を描いたことで知られる。また、肉筆美人画や山水画、人物画においても優れた作品を描き、『画乗要略』（白井華陽著）では柴田義董の発言として「山水人物に大家の風が見える」と記している。ただ、同書では岸岱が「関月も師の雪鼎と同様に、狩野派の域を脱し、それと異なる画風を得た」と述べたとしているが、後述の久本寺の障壁画は狩野派的作風である。享年51。墓所は大阪市淀川区の正通院である。
門人に流光斎如圭、蔀関牛、岡田玉山、中井藍江、丹羽桃渓、安田山月らがいる。

## ギャラリー

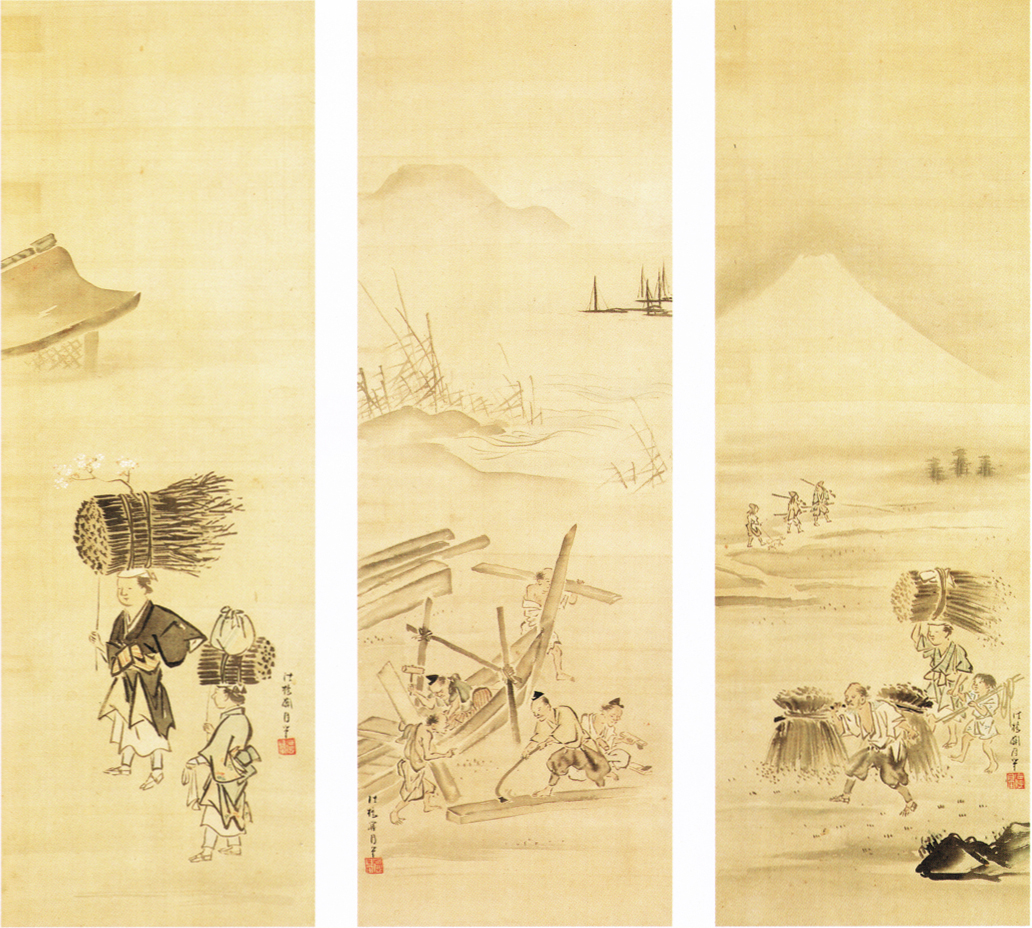
「士農工商図」 関西大学蔵

## 作品
| 作品名                                             | 技法                          | 形状・員数 | 寸法（縦x横cm） | 所有者                             | 年代                              | 款記・印章 | 備考 |
| -------------------------------------------------- | ----------------------------- | ---------- | --------------- | ---------------------------------- | --------------------------------- | --- | --- |
| 巴御前出陣図                                       | 絹本着色                      | 1幅        |                 | 東京国立博物館                     |                                   | 款記「法橋関月筆」/ | 同じ題の雪鼎による作品も存在。 |
| 士農工商図                                         | 絹本墨画淡彩                  | 3幅対      |                 | 関西大学                           |                                   | 各幅に款記「法橋関月筆」 | |
| 羅漢図                                             | 墨画淡彩                      | 1幅        | 113.4x45.2      | 堺市博物館                         | 1783年（天明3年）                 | 款記「法橋関月圖」/白文方印 | 大坂天満東寺町にある本教寺の僧・雑華庵祐照賛 |
| 久本寺障壁画（次の間「竹鶴図」、中の間「梅に雉図」 | 前者は金地著色 後者は金箋著色 | 各襖4面    |                 | 大阪・久本寺                       | 1786年（天明6年）より少し前の作か | 共に款記「法橋関月筆」/「徳基」白文方印 | 同寺には兄弟弟子の墨江武禅が描いた障壁画もある。 |
| 三十六歌仙扁額                                     | 板絵著色                      | 18面       | 多治速比売神社  | 1786年6月26日（天明6年6月1日）奉納 |                                   | 平井の坂上神社から明治43年（1910年）移された。元は36面あったはずだが、現在は半分のみ残る。この内中務の裏面墨書に「畫者 法橋関月蔀氏」とあり、これ以前に法橋位を得ていたことがわかる。 | |
| 恵比寿図                                           |                               |            |                 | 服部天神宮                         |                                   | | 中井竹山賛 |
| 山路花見（春山騎旅）図                             | 紙本墨画淡彩                  | 1幅        |                 | 大阪大学懐徳堂文庫                 |                                   | 「関月」朱文鼎印 | 中井竹山賛 |
| 廬山図                                             | 紙本墨画淡彩                  | 1幅        |                 | 大阪市立美術館                     |                                   | 款記「法橋関月」/「徳基」白文方印 | 直径127cmもの円形の画面に廬山を描いた大幅。 |
| 商山四皓図                                         | 紙本墨画                      | 1幅        |                 | 大阪歴史博物館                     |                                   | 法橋期 | 大岡春山との合作。中井履軒・福原五岳賛 |
| 春画絵巻                                           | 絹本著色                      | 全12図     |                 | 法人                               | 18世紀末期                        | | |
| 宋六君子図                                         | 紙本墨画淡彩                  | 額装3面    |                 | 大阪大学懐徳堂文庫                 | 1797年（寛政9年）                 | 「関月」朱文鼎印 | 中井藍江と3面ずつ合作。頼春水賛。宋六君子とは、北宋時代に活躍した6人の高士碩学、周茂叔、程明道、程伊川、張子厚、司馬温公、邵康節のことで、関月は前者3図を担当。中井竹山の依頼で描かれ、懐徳堂の長押の上に掲げられていた。 |